# لواء يازجي
لواء يازجي هي مخرجة سورية، كاتبة مسرحية، كاتبة سيناريو تلفزيوني وشاعرة.
ولدت في موسكو في 18 حزيران/يونيو 1977 لوالديها السوريين: الفنان حيدر يازجي (1946-2014)، والطبيبة النسائية سلوى عبد الله (1953). وأخواتها ريم يازجي وروبا يازجي.
أمضت لواء سنوات طفولتها المبكرة في موسكو، بينما كان والديها يكملان دراستهما. عادت إلى سوريا في أوائل الثمانينات ومكثت في مدينة حلب لعدة سنوات قبل أن ينتقل والداها إلى دمشق، أنهت المرحلة الابتدائية والإعدادية والثانوية.
درست الأدب الإنجليزي في جامعة دمشق للرسائل (1995-1998)، وحصلت على دبلوم الدراسات العليا في الدراسات الأدبية (1998-1999).
ما بين (1999-2003) درست المسرح في المعهد العالي للفنون المسرحية في دمشق.

## نشأتها
في عام 2003 كانت لواء مديرة ومساعدة في عدة مشاريع مسرحية في دمشق-سوريا. وفي عام 2007 بدأت العمل في المكتب العام لل«2008 دمشق عاصمة الثقافة العربية»، وكانت مسؤولة عن برمجة المسرح السوري وعروض الرقص. ثم كانت أكثر مشاركة في مشاريع الكتابة الإبداعية للمسرح والتلفزيون، وعملت لعدة شركات الإنتاج العربي قبل أن تكون مساعدة المدير في فيلم «نوافذ الروح- حكاية سوريا». بعد اندلاع الثورة في سوريا عام 2011، بدأت العمل على أول فيلم وثائقي روائي «مسكون». ثم تم إصدار الفيلم في 2014.
وانتقلت إلى العيش في لبنان ثم إلى برلين في 2016. ومنذ عام 2012 كانت لواء عضواً في مجلس إدارة شركة إتجاهات.

## روابط خارجية
- لواء يازجي على موقع IMDb (الإنجليزية)
- لواء يازجي على موقع قاعدة بيانات الفيلم (الإنجليزية)